# 학교 4 (드라마)
《학교 4》는 2001년 4월 8일부터 2002년 3월 31일까지 방송되었던 KBS 2TV 청소년 드라마였다.

## 프로그램 소개
기존의 《학교》부터 《학교 3》까지는 청소년들의 문제를 드러내고 그에 대한 어른들의 이해를 구한 반면, 이 드라마는 이전 시즌과는 달리, 청소년들이 스스로 세상을 살아나가는 데 필요한 것이 무엇인지 깨닫게 하는 과정을 그리는 드라마이다. 또한 일반계 고등학교가 아닌 예술고등학교를 무대로 하여, 청소년들에게 대중문화의 가벼움을 일깨우는 한편 순수 예술이 어떤 것인지 알게 한다는 의도를 가지고 있다.

## 등장 인물[2]

### 학생 역
- 김보경 - 김유리 역(~ 24회)

무용과. 터프한 모범생. 혜라와는 중학교 시절부터 라이벌 관계. 사촌동생인 유민과 함께 지내다 미국으로 유학을 간다.
- 임수정 - 오혜라 역

무용과. 차분하고 예민하다. 온 가족이 혜라를 위해 지지를 보내며, 이 때문에 학교에는 그를 시기하는 시선이 많다.
- 여욱환 - 강이규 역

무용과. 청각장애를 가진 홀어머니와 함께 산다. 가난하지만 자유롭게 자라 매사에 여유롭고 밝다.
- 원상연 - 이인우 역

미술과. 타 지역에서 전학 온 학생. 의도치 않게 따돌림을 당했던 과거 때문에 전학 오기 전 대안학교를 다녔다. 매사에 긍정적이고 중용의 태도를 취한다.
- 백승우 - 김유민 역

미술과. 유리(김보경)의 사촌동생. 2학년 1반의 반장. 터프한 유리에 비해 유약한 면이 있어 항상 유리에 대해 열등감이 있다.
- 이유리 - 꼴찌 역

미술과. 미술을 전공하지만 엔터테이너를 꿈꾼다. 중학생 때 혜라와 서로 서태지 팬이어서 단짝이었으나, 타 학교 학생들과의 다툼의 증인인 혜라가 선생님의 지시대로 모르는 척하는 바람에 앙숙 관계가 된다. 학교 생활에 잘 적응하지 못해 소위 '날라리'가 되었다.
- 이상인 - 임경화 역

음악과. 학교는 물론 전국 콩쿨 대회에서 대상을 타는 피아노 천재다. 그러나 음대 피아노과 교수인 어머니의 강압적인 교육 때문에 자신이 정작 추구하는 음악이 무엇인지 갈등한다. 서원과 단짝이다.
- 한민 - 진효정 역

음악과. 플룻을 전공으로 한다. 그의 재능에 대해 부모의 기대가 크지만 이에 부응하지 못하고, 조용한 성격 탓에 아무에게도 말을 못해 스트레스를 받는다.
- 송주환 - 메뚜기 역

음악과. 유명 음악가 부부의 아들로, 바이올린을 전공하지만 정작 본인은 래퍼를 꿈꾸고 있다. 냉소적인 성격 탓에 반 친구들과의 관계가 그리 좋지 않다.
- 황규림 - 황규림 역

미술과. 다른 아이들에 비해 실력이 떨어진다는 컴플렉스를 가지고 있다. 지은, 인지와 늘 붙어 다닌다.
- 정인지 - 대가리 역

음악과. 성악 전공. 학교의 소문이란 소문을 꿰고 있는 소식통. 지은, 규림과 늘 붙어 다닌다.
- 김보국 - 김보국 역

미술과. 둥글둥글한 성격의 소유자. 그러나 자신의 전공이든 공부든 중간치만 하기 때문에 소위 모범생 애들이나 천재 애들에 대한 열등감이 강하다.
- 박지은 - 호랑나비 역

무용과. 이리 붙었다 저리 붙었다 하는 성격 때문에 '박쥐'라는 별명을 갖고 있다. 인지, 규림과 늘 붙어 다닌다.
- 공유 - 옥수수 역

음악과. 작곡 전공. 유리(김보경)가 미국으로 유학 간 뒤 전학을 왔다. 황대영 교감(연규진)의 아들이지만 주위 사람들에게 비밀로 한다. 따뜻하고 사려가 깊다. 항상 막대사탕을 물고 다니기 때문에 '캔디 보이'라고 불리기도 했다.

### 교사 역
- 조민기 - 정지석 역(~ 40회)

음악 교사. 학생들의 대변인 역할을 하지만 학생들의 잘못을 그냥 넘어가지 않는다. 가람예고 출신.
- 연규진 - 황대영 역

세원예술고등학교의 교감.
- 정종준 - 박영출 역

세원예고의 교무주임. 수학 교사. 재단이사장과 학교운영위원회와 관계가 깊으며 잇속에 빠르고 가끔 하극상을 일으키는 인물.
- 손현주 - 오달성 역(~ 38회)

국사 교사 겸 학생주임. 소심한 이혼남으로 학생들을 엄하게 다루지 못한다. 동료 교사 윤주혜(김미희)를 짝사랑한다.
- 김미희 - 윤주혜 역

국어 교사. 학생들의 인기를 한몸에 받는 교사. 교감(연규진)과는 좋은 동료 관계. 동료 교사 정지석(조민기)과 묘한 관계에 놓인다.
- 김윤경 - 장하영 역(~ 16회)

체육 교사. 가람예고의 선배이기도 하다. 무용가를 꿈꾸던 학생이었으나 체육 교사가 되었다.
- 변소정 - 지수경 역(29회 ~)

무용 교사. 원칙적이고 깐깐한 교사. 가람예고 출신이며 정지석(조민기)의 한 학년 후배.
- 안정훈 - 이강준 역(43회 ~)

영어 교사.

### 그 외 인물(게스트)
- 연운경 - 강이규 어머니 역. 청각장애인.
- 허정규 - 이규가 아르바이트를 하는 수영장 강사.
- 故 박현 - 레코드점 주인. (6회)
- 홍륜의 - 혜라, 서원이 다니던 중학교 선생님. (7회)
- 최호중 - 이인우 옛 친구 서준형 역. (25회)
- 김지우 - 음악반 선배. (9, 13회)
- 안해숙 - 김유리 어머니. 어머니가 일시 귀국하자 유리는 좋아하지만 부모님이 이혼했음을 알고 충격을 받는다. (12회)
- 양재성 - 교육청 장학사. 박영출 선생님의 친구. (13회)
- 김민경 - 심명애 역. 오달성 선생님의 매제와 원조교제로 인해 학교를 떠들썩하게 한다. 서원도 이쪽으로 끌어들이려 하지만 결국 다른 학교로 전학을 가게 되나 거기서마저 적응하지 못했다. (25~26회)
- 김하균 - 오달성 선생님의 매제. 명애와 원조교제를 한 것 때문에 괴로워한다. (25~26회)
- 김나운 - 오달성 선생님의 동생. (25~26회)
- 안연홍 - 황미리 역. 황대영 교감(연규진)의 딸이자 태영(공유)의 누나로 나왔는데 29회부터 합류할 예정이었으나 스케줄 문제 때문에 31회부터 투입되었다.[3] 음반회사 매니저. (31회~ )
- 이경표 - 배옥자 역. 황대영 교감의 부인이자 미리 태영의 어머니. (31회~)
- 조미령 - 강혜미 역. 엔터테인먼트 이사. 자기 회사한테 투자받으러 온 황미리를 단칼에 거절한다. (39회)
- 김승욱 - 지수경 선생님 스토커 역. (42회)
- 금호석 - 표동수 역. 매우 마음씨가 착하나 겁이 많아 학생들의 따까리 노릇을 한다. 친구들이 떠넘긴 기숙사 회장 선거에 나가 그들의 요구대로 머리 모양, 안경테까지 바꾼다. 선거에서 떨어지지만 친구들의 위로로 즐거워한다. (47회)

## 수상 경력
- 2001년 2001 KBS 연기 대상 청소년 연기상 여욱환
- 2001년 2001 KBS 연기 대상 청소년 연기상 이유리

## 같이 보기
- 학교 1
- 학교 2
- 학교 3
- 학교 2013
- 후아유 - 학교 2015
- 학교 2017
- 학교 2021

## 참고 사항
- 당초 1회부터 KBS 2TV로 편성 변경하고 시간대도 일요일 오전 8시 50분으로 편성 변경할 예정이었으나 내부 반발로 무산된 바 있었다.[4]
- 해를 거듭할수록 소재빈곤에 시달렸고 해당 시즌에서는 일반고등학교에서 예술고등학교로 옮겨졌으며[5] 29회(2001년 11월 11일)부터 채널과 시간대를 옮겨(1TV 일요일 오후 7시 10분 -> 2TV 일요일 오전 9시 40분) 일요아침드라마로 변경된 한편 가족 이야기를 첨가했으나[6] 선생님들의 사랑 이야기가 주를 이뤘다는 지적을 사자 첫 회부터 출연해 온 손현주(국사 교사 오달성 역) 조민기 (음악 교사 정지석 역)를 하차(손현주 - 38회, 조민기 - 40회)시켰으며 안정훈(영어 교사 이강준 역)을 43회부터 합류시켰고 이에 앞서 1회부터 체육 교사 장하영 역을 맡았던 김윤경이 제작진과의 마찰 때문에 16회를 마지막으로 제외된 후 변소정(무용 교사 지수경 역)이 29회부터 출연했다.
- 시즌 3 이후 종영론도 제기됐지만 우여곡절 끝에 정해룡, 황의경 PD가 해당 시즌 드라마 프로그램 연출을 맡았다. 2001년 하반기 프로그램 개편으로 인해 2001년 11월 11일부터 KBS 2TV, 일요일 오전 9시 30분에 편성되었다.[7][8] 채널 및 시간대 편성 변경과 함께 홈 드라마 프로그램 성격으로 전환하는 과정에서 본래의 '학교의 상'을 살리지 못했을 뿐 아니라 동시간대 SBS TV 동물농장 때문에 하락세를 면치 못하자 2002년 봄 개편으로 종영했다.[9]
- 극중 태영(공유)이 지은 것으로 나오는 '도시락'이라는 노래가 후반부에 엔딩곡으로 쓰이기도 했다.
- 시즌 3이 한 주제를 3 ~ 4부작으로 이어가는 미니 시리즈 드라마 프로그램 형태로 진행된 데 비해[10] 시즌 4는 시즌 2와 같이 시추에이션 단막극 드라마 프로그램 형태로 꾸며갔다[11].